# إيرني لومباردي
إيرني لومباردي (بالإنجليزية: Ernie Lombardi)‏ هو لاعب كرة قاعدة أمريكي، ولد في 6 أبريل 1908 في أوكلاند في الولايات المتحدة، وتوفي في 26 سبتمبر 1977 في سانتا كروز في الولايات المتحدة.

## وصلات خارجية
- إيرني لومباردي على موقعبيزبول رفرنس.كوم (الدوري الرئيسي) (الإنجليزية)
- إيرني لومباردي على موقعبيزبول رفرنس.كوم (الدوري الثانوي) (الإنجليزية)
- إيرني لومباردي على موقع مشجعي الرسوم البيانية (الإنجليزية)
- إيرني لومباردي على موقع قاعة مشاهير كرة القاعدة (الإنجليزية)
- إيرني لومباردي على موقع الموسوعة البريطانية (الإنجليزية)